# فلندر ورکه

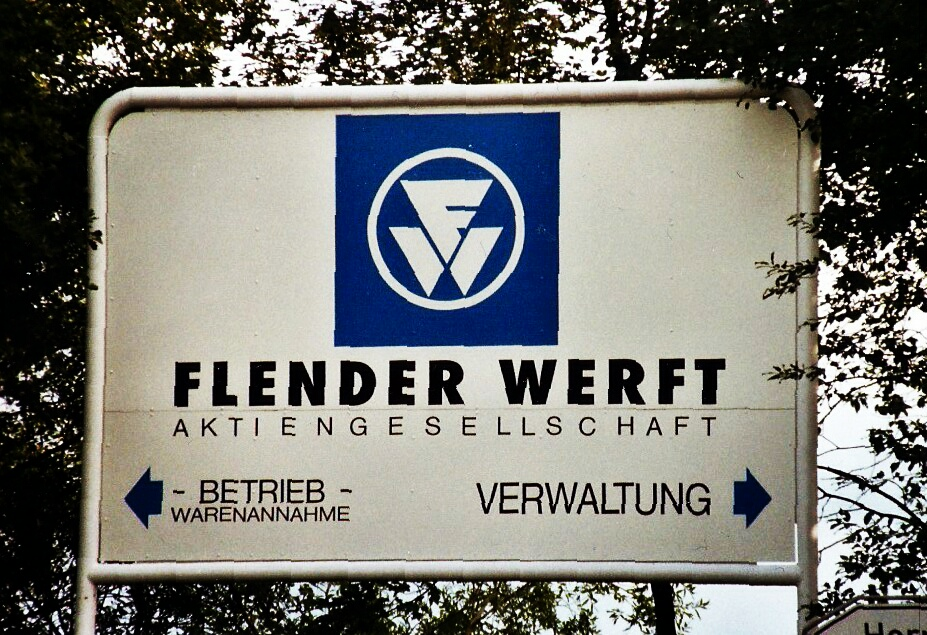
نماد شرکت کشتی‌سازی فلندر ورکه در آلمان

فلندر ورکه (به انگلیسی: Flender Werke) نام یک شرکت کشتی‌سازی در آلمان است که در نزدیکی لوبک واقع شده و یکی از بزرگترین کارخانه‌های کشتی‌سازی در آلمان بود و در مجموع ۷۰۰ شناور ساخت.در زمان جنگ جهانی دوم فلندر ورکه ۲ عدد زیردریایی تیپ ۲ و ۴۰ عدد زیردریایی تیپ ۷ را برای کریگسمارینه ساخت.این شرکت در سال ۲۰۰۲ دچار ورشکستگی شد.